# Домінік Колл
Домінік Колл (нім. Dominik Koll, 24 грудня 1984) — австрійський плавець.
Учасник Олімпійських Ігор 2004, 2008 років.
Призер Чемпіонату Європи з водних видів спорту 2008 року. Один з небагатьох ЛГБТ-олімпійців, які здійснили камінг-аут як геї.